# Powiat Kariwa
Powiat Kariwa (jap. 刈羽郡 Kariwa-gun) – powiat w Japonii, w prefekturze Niigata. W 2024 roku liczył 4209 mieszkańców.

## Miejscowości
- Kariwa